# Anévrisme
 Mise en garde médicale
Pour les anévrismes dans le cerveau, voir Anévrisme intracrânien.
Un anévrisme ou anévrysme (du mot grec ancien « ἀνεύρυσμα » [aneúrusma] signifiant « dilatation », dérivé du verbe « ἀνευρύνω » [aneurúnô] signifiant « élargir, dilater ») est une dilatation localisée de la paroi d'une artère aboutissant à la formation d'une poche de taille variable, communiquant avec l'artère au moyen d'une zone rétrécie que l'on nomme le « collet ». Sa forme habituelle est celle d'un sac, son diamètre pouvant atteindre plusieurs centimètres.
L'anévrisme, où la paroi est intacte, doit être distingué du pseudo-anévrisme où la paroi est rompue et le sang contenu par les structures adjacentes.
La rupture d'anévrisme est une complication grave quelle que soit sa localisation, avec un risque de mort.

## Formation générale
La formation d'un anévrisme est étroitement liée à trois facteurs principaux :
- une anomalie de la paroi de l'artère, qui est amincie et ne comporte plus que son intima et son adventice. L'absence de media la prive de musculature et la rend donc flasque. Cette anomalie est le plus souvent congénitale ;
- l'athérome (dépôt de graisse sur la paroi des artères), par les modifications de la structure de la paroi artérielle qu'il entraîne ;
- l'hypertension artérielle qui, par les à-coups de pression engendrés au niveau de la zone fragilisée, entraîne une augmentation de la taille de l'anévrisme.

Les ruptures d'anévrisme peuvent être accidentelles, par fragilisation d'une artère lors d'un traumatisme ou par lésion directe de celle-ci au cours d'un geste médical. Dans ce cas, il s'agit alors d'un faux anévrisme, sa paroi n'étant plus celle de l'artère native dilatée, mais les tissus environnant l'artère qui contiennent l'hémorragie issue par la brèche artérielle.
Rarement, ils ont une cause génétique :
- maladies héréditaires des fibres élastiques :
  - syndrome d'Ehlers-Danlos type vasculaire,
  - syndrome de Marfan,
  - syndrome de Loeys-Dietz ;
- polykystose rénale type dominant, où la rupture d'anévrisme est un facteur important de la gravité de la maladie.

Certaines infections en sont également responsables, comme la syphilis tertiaire qui était autrefois une cause classique d'anévrisme de l'aorte.

## Pathologies liées à l'anévrisme
Le risque essentiel est celui de la rupture de l'anévrisme entraînant une hémorragie à l'origine d'une compression des structures adjacentes.
Avant sa rupture, un anévrisme peut se manifester inconstamment par des signes secondaires à son volume et à la compression de structures proches (dans le cas d'un anévrisme cérébral : céphalées, déficits neurologiques focalisés…).
Du fait de la modification du calibre de l'artère (sans augmentation du débit cardiaque), le flux sanguin, qui normalement était laminaire, devient turbulent au niveau de l'anévrisme. Cette turbulence peut entraîner la formation d'un thrombus (caillot de sang) dans le sac anévrismal qui pourra se détacher ultérieurement et aller se bloquer en aval dans une artère de plus petit calibre : c'est une embolie (risque d'ischémie).
Avec le temps, l'anévrisme augmente progressivement de diamètre, et comme la tension de la paroi artérielle est proportionnelle au rayon de l'artère (conséquence de la loi de Laplace), le risque de rupture augmente. Le risque de rupture devient menaçant dès un diamètre de 7 mm (pour les anévrismes des artères cérébrales). Lorsqu'il se rompt, l'anévrisme entraîne une hémorragie interne pouvant, si la rupture est importante, rapidement entraîner la mort par compression d'organes vitaux (le cerveau pour les localisations cérébrales, le cœur pour les localisations dans la crosse de l'aorte).
Les anévrismes sont particulièrement fréquents au niveau des artères cérébrales, où leur rupture entraîne une hémorragie méningée (qui est un accident vasculaire cérébral).
Dans tous les cas, la survenue d'une rupture d'anévrisme constitue une urgence absolue, du fait du risque de décès rapide.

## Anévrismes suivant la localisation

### Anévrisme de l'aorte

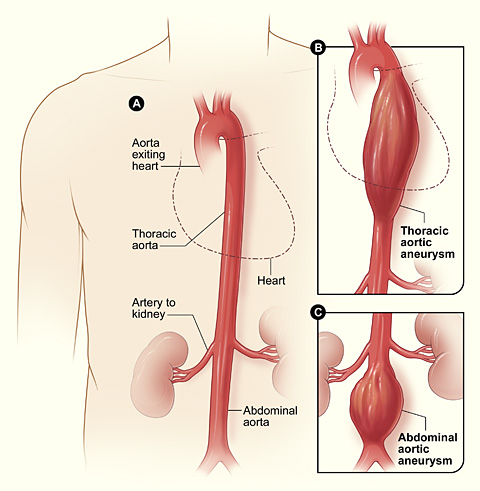
A. Aorte normale B. Anévrisme aortique thoracique (situé derrière le cœur) C. Anévrisme aortique abdominal, situé sous les artères rénales.

Il s'agit d'une dilatation du calibre de l'artère. Il peut intéresser tout segment de l'aorte. La localisation la plus fréquente se situe en dessous des artères rénales, c'est-à-dire dans la dernière portion de l'aorte. On parle alors d'anévrisme de l'aorte abdominale. Une autre localisation est l'anévrisme de l'aorte ascendante, située au niveau du thorax et comportant certaines spécificités.

### Anévrismes intracrâniens
Leur rupture provoque un accident vasculaire cérébral souvent grave.

### Anévrismes des artères périphériques
Les anévrismes des artères poplitées sont les plus fréquents après ceux de l'aorte abdominale.

### Anévrisme du cœur
La cause la plus fréquente est la formation d'une cicatrice d'un infarctus du myocarde. En plus du risque de rupture, il peut entraîner :
- une insuffisance cardiaque ;
- des troubles du rythme ventriculaire pouvant causer une mort subite ;
- une embolie par formation d'un caillot dans l'anévrisme.

Une forme particulière est l'anévrisme de septum inter auriculaire parfois associé à la persistance de perméabilité du foramen ovale normalement fermé à la naissance. Il peut être responsable d'accidents vasculaires cérébraux transitoires ou constitués.

### Anévrisme artériel hépatique
L'anévrisme artériel hépatique est une lésion vasculaire circonscrite, se développant sur le trajet de l’artère hépatique, par dilatation de ses parois et communiquant avec sa lumière, à la façon d’une poche ou d’un ventre renflé.

Ses causes peuvent être une malformation congénitale, une infection, ou l’athérome.

## Examens complémentaires
L'échodoppler permet de mesurer l'anévrisme et de suivre son évolution lorsque ce dernier est accessible à cet examen (ce n'est pas le cas des anévrismes intra-crâniens).
Le scanner et l'IRM ou l'angiographie sont les autres moyens d'investigation.

## Facteurs de risques

### Consommation de tabac
Le tabac est un des éléments augmentant la probabilité d'anévrisme chez les femmes. Le taux de risque d'anévrisme aortique est bien plus élevé chez les fumeuses que chez les non-fumeuses. Les fumeuses sont quatre fois plus exposées à une rupture d'anévrisme que les anciennes fumeuses et encourent un risque d'anévrisme huit fois plus grand que les femmes n'ayant jamais fumé. En outre, l'augmentation de la consommation de tabac est associée à une élévation du risque de rupture d'anévrisme.

### Après une COVID-19
En cas de syndrome inflammatoire multisystémique chez l'enfant, des anévrismes de l'artère coronaire sont possibles, et - comme dans la maladie de Kawasaki - ces anévrismes peuvent se développer tardivement, voire après une amélioration apparente du patient.

## Prévention
Un tiers des anévrismes sont fortuitement découverts , par exemple lors d'un bilan pour céphalées, d'une échographie de la prostate, d'un bilan pour artérite ou après un traumatisme. Un médecin généraliste peut aussi le repérer sur l'aorte abdominale par une palpation abdominale (détection d'une masse battante expansive suspecte).
Un dépistage par scanner ou par IRM devrait être proposé quand deux parents proches ont été touchés par un anévrisme et également pour les personnes atteintes de maladies du tissu conjonctif qui prédisposent aux anévrismes.
Plus la taille de l'anévrisme est importante, plus le risque de rupture d'anévrisme est grand. Il est donc nécessaire de surveiller son évolution.